# Hermann Gutzmann
Hermann Carl Albert Gutzmann (Bütow, 29 de enero de 1865-Lichterfelde, 4 de noviembre de 1922) fue un médico alemán. Es considerado el fundador de la foniatría como disciplina médica.

## Primeros años y educación
Hermann Gutzmann nació en una familia judía en Bütow, Pomerania, en 1865. Su padre, Albert Gutzmann, era un maestro destacado para los sordomudos.
Se graduó del Gymnasium de Friedrichswerdersches en 1883, y estudió medicina en Berlín bajo Ernst Von Bergmann, Carl Gerhardt y otros. Recibió el título de Doctor en Medicina de la Universidad de Berlín en 1887, con la disertación Über Das Stottern («Sobre tartamudeo»).

## Carrera profesional
Desde 1889, Gutzmann practicó como especialista en enfermedades de los órganos vocales y, junto con su padre, fundó en 1890 el journal Medizinisch-Pädagogische Monatsschrift für die Gesamte Sprachheilkunde («Medicina-Pedagógica mensual para toda la medicina de voz»). En 1891 estableció una clínica ambulatoria para personas con dificultades para el habla en Berlín, que se trasladó al Medizinische Poliklinik en 1907 y fue afiliado al Hospital Charité en 1912. Desde 1896 Gutzmann también dirigió una clínica privada y un sanatorio para personas con dificultades para el habla en Zehlendorf. Completó su habilitación en 1905 sobre la base de su trabajo Über die atmungsstörungen Beim Stottern («Sobre los trastornos respiratorios al tartamudear»). En su conferencia inaugural, describió la estrecha relación de la terapia del habla con otras áreas de la práctica médica.
Durante la Primera Guerra Mundial, Gutzmann dirigió un centro de tratamiento para soldados traumatizados que habían desarrollado trastornos de voz y del habla.
Gutzmann publicó 13 libros y más de 300 artículos científicos en su vida. Fue miembro del Consejo de Salud del Estado Prusiano, miembro honorario de la Sociedad Austriaca de Fonética Experimental, Secretario de la Sociedad Laringológica de Berlín y miembro de varias sociedades científicas.

## Muerte
Murió de sepsis en noviembre de 1922 después de sufrir una puñalada de una aguja de gramófono.